# William Parks (regatista)
William Wilson Parks (Oak Park, 11 de diciembre de 1921-Glenview, 10 de diciembre de 2008) fue un deportista estadounidense que compitió en vela en la clase Star. Participó en los Juegos Olímpicos de Roma 1960, obteniendo una medalla de bronce en la clase Star.

## Palmarés internacional
| Juegos Olímpicos | Juegos Olímpicos | Juegos Olímpicos  | Juegos Olímpicos |
| Año              | Lugar            | Medalla           | Clase            |
| ---------------- | ---------------- | ----------------- | ---------------- |
| 1960             | Roma (Italia)    | Medalla de bronce | Star             |